# Sampont
Sampont (luxembourgeois : Sues/Suess, allemand : Saas) est un village de la ville belge d'Arlon situé en Région wallonne dans la province de Luxembourg.

## Géographie
Hormis Fouches à l’est, le village le plus proche est Villers-Tortru, à 1,2 km au sud-ouest. La rivière Semois, un affluent de la Meuse, traverse le village.

## Toponymie
Vu que la Semois coule à travers le village de Sampont, il faut admettre que 'Sam-' provient d'une façon ou d'une autre de l'hydronyme "Semois". Sampont n'est donc autre que l'endroit où un pont a été construit au-dessus de la Semois.

## Histoire
La voie romaine Reims-Trèves passe par Sampont.

## Démographie
Sampont compte 417 habitants au 31 décembre 2012.

## Sport
Le 15 février 2009, Sampont a accueilli l'organisation d'un semi-marathon, ainsi que deux courses pédestres sur des distances de 5 km et 10 km. Sampont avait un club de football, mais ce dernier disparut par la suite.

## Transports
Sampont est bordé au sud-est par la route nationale 83 Arlon-Bouillon.

## Administration
Avant la fusion des communes de 1977, Sampont faisait partie, avec Fouches, de la commune de Hachy. Sampont et Fouches font désormais partie de la commune d'Arlon, au sein de la section de Heinsch, et Hachy de celle d'Habay.

## Patrimoine architectural
L'église Saint-Michel est construite en 1841 sur l’emplacement d’une chapelle dédiée à saint Michel. En 1903, un clocher néo-roman lui est adjoint, conçu par l’architecte Wûrth de Neufchâteau. L'église contient un autel en marbre massif.

## Le marais
Le marais de Sampont se situe au sud du village, sur les territoires des communes d'Arlon et d'Étalle. Comme la plupart des autres marais de Haute-Semois, il se situe au pied de la cuesta sinémurienne dont il est séparé par la route reliant Arlon et Étalle. Plusieurs habitats remarquables méritent d'être mentionnés : bas-marais alcalin, bas-marais à caractère acide, tapis flottant de trèfle d'eau, éléments de tourbière bombée à sphaignes, prairies du Molinion, boulaie tourbeuse, aulnaie marécageuse, saulaie pionnière, roselière et caricaie à laîche paniculée. Le sol de cet endroit était autrefois exploité pour sa tourbe : de nombreux vestiges des fosses d'extraction y sont encore bien visibles.
Les objectifs de conservation dans le marais de Sampont sont, comme c’est le cas pour les autres réserves de Haute Semois sensu stricto, la conservation des intérêts botaniques, faunistiques (entre autres ornithologiques et entomologiques), culturels et historiques du site. En particulier, il s'agit de la préservation des zones les plus précieuses, à savoir les zones de bas-marais et de tourbière, les éléments de prairie tourbeuse encore bien présents sur le site et les très belles aulnaies déjà âgées, mais aussi de la protection d’un très bel ensemble paysager. L'association RNOB (« Réserves Naturelle et Ornithologique de Belgique ») mène un programme de protection sur ce site depuis 1970. Les grandes lignes d'action y visent la protection et la restauration des marais alcalins, le rajeunissement régulier des milieux tourbeux et le maintien d'ensembles forestiers âgés.